# William Bergsma
William Laurence Bergsma (ur. 1 kwietnia 1921 w Oakland w stanie Kalifornia, zm. 18 marca 1994 w Seattle) – amerykański kompozytor, dyrygent i krytyk muzyczny oraz pedagog.
Jako dziecko uczył się gry na skrzypcach. W latach 1938–1940 studiował na Uniwersytecie Stanforda, a następnie od 1940 do 1944 roku w Eastman School of Music, gdzie uczył się kompozycji u Howarda Hansona i instrumentacji u Bernarda Rogersa. W latach 1946–1963 był wykładowcą Juilliard School w Nowym Jorku. Od 1963 do 1971 roku pełnił funkcję dyrektora School of Music na University of Washington w Seattle. Był członkiem Amerykańskiej Akademii Sztuki i Literatury i laureatem wielu prestiżowych wyróżnień.
Jako kompozytor pozostał konserwatystą, nie ulegając fascynacji modnej w jego czasach dodekafonią. Jego dzieła cechują się liryzmem. Skomponował dwie opery, dwa balety, ponadto utwory orkiestrowe (m.in. A Carol on Twelfth Night, 1954), utwory kameralne (m.in. 5 kwartetów smyczkowych i Illegible Canons na klarnet i instrumenty perkusyjne, 1969), utwory chóralne i pieśni.